# Funne
De Funne is een ongeveer 22 km lange zuidoostelijke zijrivier van de Stever in Duitsland. Haar stroomgebied omvat meer dan 55 km².

## Geografie

### Waterloop
De Funne ontspringt ten noorden van Cappenberg, een stadsdeel van Selm, op een hoogte van 98 meter. De rivier stroomt vanaf daar ongeveer drie kilometer in oostelijke richting en dan in noordoostelijke richting naar de stadsgrenzen van Werne. Daar maakt de Funne een U-bocht en stroomt vervolgens in westelijke richting. Langs Südkirchen en Selm mondt de rivier na 21,88 km uit in de Stever. Het is de langste rivier binnen de Kreis Unna.

### Zijrivieren
Er monden talrijke beken uit in de Funne, maar ook de volgende zijrivieren:
- Felsbach (rechts), 3,0 km, 1,09 km², 10,66 l/s
- Wasserbach (rechts), 2,5 km, 2,41 km², 24,53 l/s
- Schwannebach (rechts), 4,5 km, 3,81 km², 39,31 l/s
- Dammbach (rechts), 4.4 km, 6.06 km², 63.4 l/s
- Hagelbach (links)
- Katzbach (rechts), 2.3 km, 1.77 km², 18.38 l/s
- Hegebach (links), 6.0 km, 5.23 km², 54.17 l/s
- Schlodbach (rechts), 6,6 km, 7,43 km², 76,35 l/s

### Plaatsen
De Funne stroomt langs de volgende steden en dorpen:
- Werne
- Südkirchen (Nordkirchen)
- Selm

## Omgeving
Op slechts enkele meters afstand van de Funne ligt het circa 56 hectare grote natuurreservaat Funneaue (COE-040). Door de overwegend vrije meanderende waterloop, natuurlijke randen en variërende stroomsnelheden is de rivier een ideale broed- en nestplaats voor de ijsvogel. Ook is het een belangrijke habitat van verschillende andere diersoorten, zoals de steenuil.
Langs lange stukken van de Funne is weelderige begroeiing te vinden, waaronder oude knotwilgen en waterkruiskruid. Ook  de dotterbloem, trosdravik en adderwortel zijn aangetroffen.